# Градска вила (Скупи)
Градската вила (на македонска литературна норма: Градска вила) е археологически обект, частна градска вила (docmus) в античния град Скупи, край Скопие, Северна Македония.

## Местоположение
Градската вила се намира частично под християнската базилика и датира от началото на IV век.

## Описание
Къщата е изградена от дялан камък в комбинация с тухла, свързани с хоросан. В сградата са вградени редица рециклирани архитектурни елементи (сполии) от по-стари ранни римски сгради. От вилата са открити две големи помещения и малка частна баня, която се състои от две помещения – топло и хладко, между които е частта с огнището. Хладкото помещение се е отоплявало с подово отопление, изградено от глинени тръби, покрити с водоустойчива мазилка. В източните помещения пък са открити останки от стени, покрити със стенописи, изписани с различни геометрични мотиви. Това говори за лукса на сградата, което води до извода, че нейният собственик е бил виден и богат гражданин.